# SAP Open 2003 - Qualificazioni singolare
Le qualificazioni del singolare  dello  SAP Open 2003 sono state un torneo di tennis preliminare per accedere alla fase finale della manifestazione. I vincitori dell'ultimo turno sono entrati di diritto nel tabellone principale. In caso di ritiro di uno o più giocatori aventi diritto a questi sono subentrati i lucky loser, ossia i giocatori che hanno perso nell'ultimo turno ma che avevano una classifica più alta rispetto agli altri partecipanti che avevano comunque perso nel turno finale.
Le qualificazioni del torneo SAP Open 2003 prevedevano 32 partecipanti di cui 4 sono entrati nel tabellone principale.

## Teste di serie
1. Scott Draper (ultimo turno)
2. Julien Varlet (ultimo turno)
3. Jack Brasington (primo turno)
4. Robert Kendrick (ultimo turno)

1. Eric Taino (primo turno)
2. Jaymon Crabb (primo turno)
3. Paul Goldstein (Qualificato)
4. Dmitrij Tursunov (Qualificato)

## Qualificati
1. Zack Fleishman
2. Paul Goldstein

1. Todd Reid
2. Dmitrij Tursunov

## Tabellone

### Legenda
| - Q = Qualificato - WC = Wild card - LL = Lucky loser | - ALT = Alternate - SE = Special Exempt - PR = Protected Ranking | - w/o = Walkover - r = Ritirato - d = Squalificato |

### Sezione 1
|  | Primo turno    | Primo turno       | Primo turno       | Primo turno | Primo turno |  |  | Secondo turno     | Secondo turno     | Secondo turno     | Secondo turno  | Secondo turno |   |   | Ultimo turno | Ultimo turno | Ultimo turno | Ultimo turno | Ultimo turno |  |
|  |                |                   |                   |             |             |  |  |                   |                   |                   |                |               |   |   |              |              |              |              |              |  |
|  | 1              | Scott Draper      | Scott Draper      | 6           | 6           |  |  |                   |                   |                   |                |               |   |   |              |              |              |              |              |  |
|  |                | Alexander Reichel | Alexander Reichel | 3           | 3           |  |  | 1                 | Scott Draper      | Scott Draper      | 6              | 6             |   |   |              |              |              |              |              |  |
|  | Jeff Greenwald | Jeff Greenwald    | Jeff Greenwald    | 6           | 6           |  |  |                   | Jeff Greenwald    | Jeff Greenwald    | 4              | 2             |   |   |              |              |              |              |              |  |
|  | Robert Yim     | Robert Yim        | Robert Yim        | 1           | 4           |  |  |                   |                   |                   |                |               |   |   | 1            | Scott Draper | 4            | 6            | 2            |  |
|  | Zack Fleishman | Zack Fleishman    | Zack Fleishman    | 6           | 6           |  |  |                   |                   |                   | Zack Fleishman | 6             | 4 | 6 |              |              |              |              |              |  |
|  | Torrey Gambill | Torrey Gambill    | Torrey Gambill    | 0           | 0           |  |  | Zack Fleishman    | Zack Fleishman    | Zack Fleishman    | 6              | 6             |   |   |              |              |              |              |              |  |
|  |                | K. J. Hippensteel | K. J. Hippensteel | 6           | 6           |  |  | K. J. Hippensteel | K. J. Hippensteel | K. J. Hippensteel | 4              | 4             |   |   |              |              |              |              |              |  |
|  | 5              | Eric Taino        | Eric Taino        | 4           | 4           |  |  |                   |                   |                   |                |               |   |   |              |              |              |              |              |  |

### Sezione 2
|  | Primo turno         | Primo turno         | Primo turno         | Primo turno | Primo turno |  |  | Secondo turno | Secondo turno       | Secondo turno       | Secondo turno  | Secondo turno  |   |   | Ultimo turno | Ultimo turno  | Ultimo turno  | Ultimo turno | Ultimo turno |  |
|  |                     |                     |                     |             |             |  |  |               |                     |                     |                |                |   |   |              |               |               |              |              |  |
|  | 2                   | Julien Varlet       | Julien Varlet       | 6           | 6           |  |  |               |                     |                     |                |                |   |   |              |               |               |              |              |  |
|  |                     | Andrew Ilie         | Andrew Ilie         | 1           | 4           |  |  | 2             | Julien Varlet       | Julien Varlet       | 6              | 6              |   |   |              |               |               |              |              |  |
|  | Mike Bryan          | Mike Bryan          | 4                   | 6           | 6           |  |  |               | Mike Bryan          | Mike Bryan          | 3              | 4              |   |   |              |               |               |              |              |  |
|  | Andres Pedroso      | Andres Pedroso      | 6                   | 2           | 3           |  |  |               |                     |                     |                |                |   |   | 2            | Julien Varlet | Julien Varlet | 1            | 4            |  |
|  | Mashiska Washington | Mashiska Washington | Mashiska Washington | 6           | 6           |  |  |               |                     | 7                   | Paul Goldstein | Paul Goldstein | 6 | 6 |              |               |               |              |              |  |
|  | Travis Rettenmaier  | Travis Rettenmaier  | Travis Rettenmaier  | 2           | 3           |  |  |               | Mashiska Washington | Mashiska Washington | 3              | 4              |   |   |              |               |               |              |              |  |
|  | 7                   | Paul Goldstein      | Paul Goldstein      | 7           | 6           |  |  | 7             | Paul Goldstein      | Paul Goldstein      | 6              | 6              |   |   |              |               |               |              |              |  |
|  |                     | Ryan Haviland       | Ryan Haviland       | 5           | 2           |  |  |               |                     |                     |                |                |   |   |              |               |               |              |              |  |

### Sezione 3
|  | Primo turno       | Primo turno       | Primo turno       | Primo turno | Primo turno |  |  | Secondo turno    | Secondo turno    | Secondo turno    | Secondo turno    | Secondo turno    |   |   | Ultimo turno | Ultimo turno | Ultimo turno | Ultimo turno | Ultimo turno |  |
|  |                   |                   |                   |             |             |  |  |                  |                  |                  |                  |                  |   |   |              |              |              |              |              |  |
|  |                   | Todd Reid         | Todd Reid         | 6           | 6           |  |  |                  |                  |                  |                  |                  |   |   |              |              |              |              |              |  |
|  | 3                 | Jack Brasington   | Jack Brasington   | 4           | 1           |  |  | Todd Reid        | Todd Reid        | Todd Reid        | 6                | 6                |   |   |              |              |              |              |              |  |
|  | Nick Fustar       | Nick Fustar       | Nick Fustar       | 6           | 6           |  |  | Nick Fustar      | Nick Fustar      | Nick Fustar      | 1                | 4                |   |   |              |              |              |              |              |  |
|  | Stephen Donovan   | Stephen Donovan   | Stephen Donovan   | 3           | 4           |  |  |                  |                  |                  |                  |                  |   |   | Todd Reid    | Todd Reid    | Todd Reid    | 7            | 6            |  |
|  | Prakash Amritraj  | Prakash Amritraj  | Prakash Amritraj  | 7           | 6           |  |  |                  |                  | Prakash Amritraj | Prakash Amritraj | Prakash Amritraj | 5 | 4 |              |              |              |              |              |  |
|  | Jean-Julien Rojer | Jean-Julien Rojer | Jean-Julien Rojer | 5           | 3           |  |  | Prakash Amritraj | Prakash Amritraj | Prakash Amritraj | 6                | 7                |   |   |              |              |              |              |              |  |
|  |                   | Tomas Penicka     | 2                 | 7           | 7           |  |  | Tomas Penicka    | Tomas Penicka    | Tomas Penicka    | 3                | 64               |   |   |              |              |              |              |              |  |
|  | 6                 | Jaymon Crabb      | 6                 | 5           | 5           |  |  |                  |                  |                  |                  |                  |   |   |              |              |              |              |              |  |

### Sezione 4
|  | Primo turno  | Primo turno      | Primo turno     | Primo turno | Primo turno |  |  | Secondo turno | Secondo turno    | Secondo turno   | Secondo turno    | Secondo turno |   |   | Ultimo turno | Ultimo turno    | Ultimo turno | Ultimo turno | Ultimo turno |  |
|  |              |                  |                 |             |             |  |  |               |                  |                 |                  |               |   |   |              |                 |              |              |              |  |
|  | 4            | Robert Kendrick  | Robert Kendrick | 6           | 6           |  |  |               |                  |                 |                  |               |   |   |              |                 |              |              |              |  |
|  |              | Dušan Vemić      | Dušan Vemić     | 4           | 2           |  |  | 4             | Robert Kendrick  | Robert Kendrick | 6                | 6             |   |   |              |                 |              |              |              |  |
|  | Ryan Russell | Ryan Russell     | Ryan Russell    | 6           | 6           |  |  |               | Ryan Russell     | Ryan Russell    | 2                | 4             |   |   |              |                 |              |              |              |  |
|  | Igor Levine  | Igor Levine      | Igor Levine     | 1           | 4           |  |  |               |                  |                 |                  |               |   |   | 4            | Robert Kendrick | 6            | 5            | 4            |  |
|  | Noam Behr    | Noam Behr        | Noam Behr       | 6           | 6           |  |  |               |                  | 8               | Dmitrij Tursunov | 2             | 7 | 6 |              |                 |              |              |              |  |
|  | Doug Bohaboy | Doug Bohaboy     | Doug Bohaboy    | 1           | 0           |  |  |               | Noam Behr        | 68              | 7                | 3             |   |   |              |                 |              |              |              |  |
|  | 8            | Dmitrij Tursunov | 6               | 4           | 7           |  |  | 8             | Dmitrij Tursunov | 7               | 64               | 6             |   |   |              |                 |              |              |              |  |
|  |              | Alex Witt        | 1               | 6           | 5           |  |  |               |                  |                 |                  |               |   |   |              |                 |              |              |              |  |